# Никоноровка (Полтавская область)
Никоноровка (укр. Никонорівка) — село,
Филенковский сельский совет,
Чутовский район,
Полтавская область,
Украина.
Код КОАТУУ — 5325483706. Население по переписи 2001 года составляло 229 человек.

## Географическое положение
Село Никоноровка находится на берегу реки Свинковка,
выше по течению на расстоянии в 1 км расположено село Филенково,
ниже по течению на расстоянии в 2 км расположено село Подгорное.
Река в этом месте пересыхает, на ней сделано несколько запруд.
Рядом проходит автомобильная дорога Т-1722.

## Происхождение названия
На территории Украины 3 населённых пункта с названием Никоноровка.